# Inhibidor de corrosió

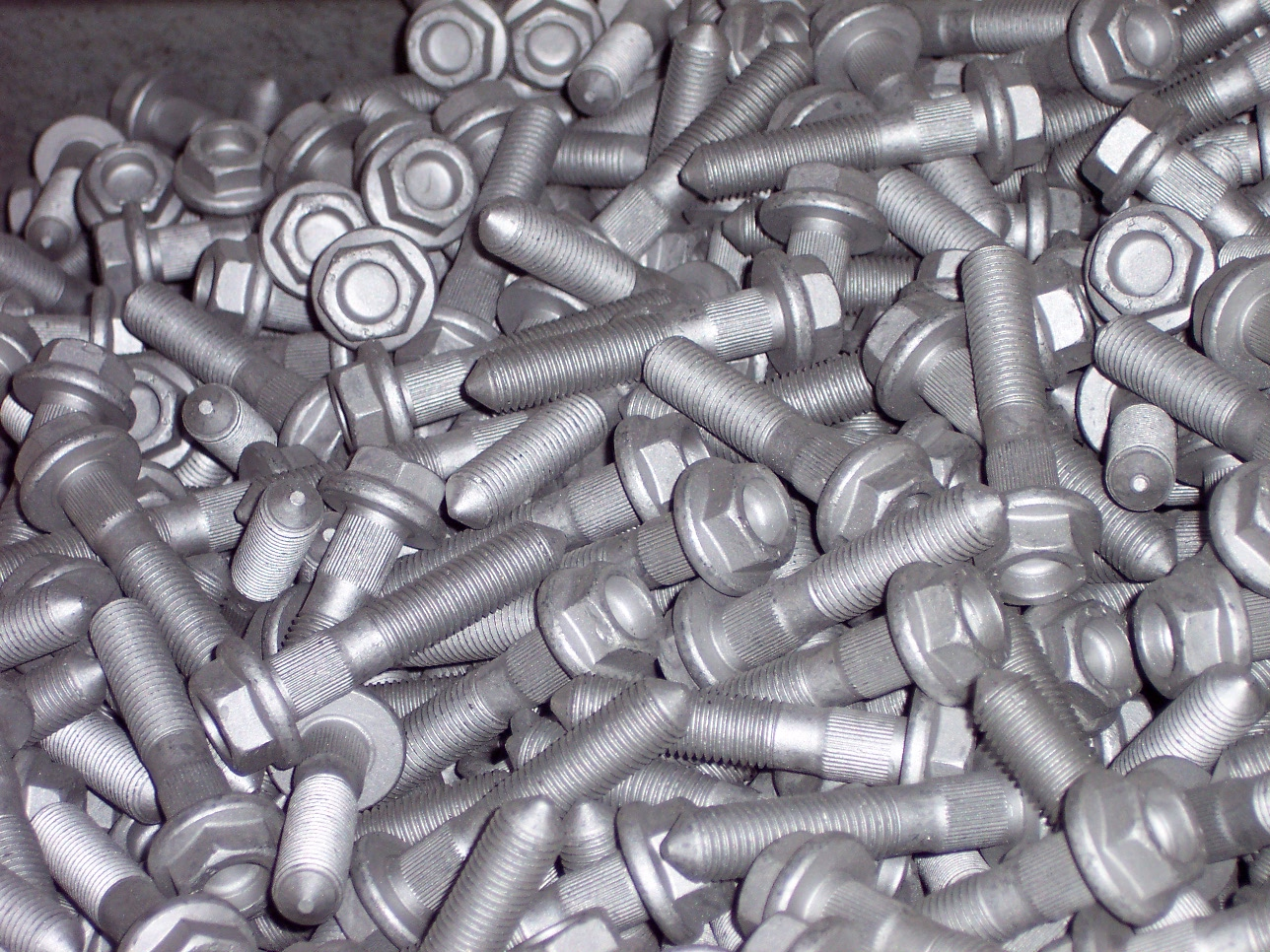
Visos coberts de material anticorrosiu

Un inhibidor de corrosió o anticorrosiu, és un compost químic que, quan s'afegeix a un líquid o un gas, disminueix el procés de corrosió d'un material, normalment un metall o un aliatge. La corrosió és un procés electroquímic complex i difícil de controlar, amb el pas del temps es descomponen els materials i els danys esdevenen irreparables. L'efectivitat d'un anticorrosiu depèn de la composició del fuid, la quantitat d'aigua i la seva viscositat. Normalment, l'anticorrosiu funciona per passivació, formant una pel·lícula que impedeix l'accés de la substància corrosiva al material que es vol protegir. Tractaments de protecció permanent com el cromat generalment no es consideren anticorrosius, ja que els anticorrosius són, de fet, additius als fluids que envolten el metall o l'objecte a protegir.
El procés més efectiu per evitar la corrosió dels materials es basa en les tècniques enfocades a la protecció de les superfícies exposades a l'oxidació, tot netejant-les abans d'aplicar-hi diferents capes de pintura amb elements anticorrosius. La idoneïtat d'un antioxidant depèn de molts factors, incloent la seva temperatura ideal de reacció.

## Els inhibidors de corrosió i la seva funció
La naturalesa de l'anticorrosiu depèn, per una banda, del material a protegir i, per l'altra, de l'agent corrosiu a neutralitzar. Els agents corrosius acostumen a ser l'oxigen, el diòxid de carboni i el sulfur d'hidrogen. L'oxigen generalment s'elimina amb inhibidors reductius com l'amina i la hidrazina:
O₂ + N₂H₄ → 2 H₂O + N₂
En aquest exemple, la hidrazina converteix l'oxigen, un agent corrosiu habitual, en aigua, que generalment és benigna. Altres inhibidors de corrosió per oxigen són l'hexamina o la dimetiletanolamina i els seus derivats. Antioxidants com el sulfur o l'àcid absòrbic també s'utilitzen.